# Psammolyce occidentalis
Psammolyce occidentalis är en ringmaskart som beskrevs av McIntosh 1885. Psammolyce occidentalis ingår i släktet Psammolyce och familjen Sigalionidae. Inga underarter finns listade i Catalogue of Life.